# Marin Mornar
Marin Mornar (Zagabria, 26 marzo 1993) è un cestista croato.